# آلفرد هیرل
آلفرد هیرل (آلمانی: Alfred Hierl; ۸ مارس ۱۹۱۰ – ۲۵ سپتامبر ۱۹۵۰) نقاش و تصویرگر اهل آلمان بود.
از افتخارات وی میتوان به کسب مدال نقره هنر گرافیک تجاری در بخش مسابقات هنری بازی‌های المپیک تابستانی ۱۹۳۶ اشاره کرد.